# گریتر سنت جان
گریتر سنت جان (به انگلیسی: Greater Saint John) یک منطقهٔ مسکونی در کانادا است که در نیوبرانزویک واقع شده‌است. گریتر سنت جان ۳٬۳۶۲٫۹۵ کیلومتر مربع مساحت دارد.